# Clifton Webb
Clifton Webb, de nom Webb Parmalee Hollenbeck (Indianapolis, Indiana, 11 de novembre de 1889 − Beverly Hills, Califòrnia, 13 d'octubre de 1966) va ser un actor de cinema i teatre estatunidenc.

## Biografia
El seu veritable nom era Webb Parmelee Hollenbeck, i va néixer en una zona rural del Comtat de Marion, a Indiana, actualment dins de la ciutat d'Indianapolis. Per aquesta raó, totes les fonts donen a aquesta localitat com el seu lloc de naixement. Els pares de Webb eren Jacob Grant Hollenbeck (1867- 2 de maig de 1939), fill d'un botiguer d'Indiana, i Mabelle A. Parmelee (segons fonts "Parmalee" o "Parmallee") (24 de març de 1869-17 d'octubre de 1960), filla d'un maquinista de ferrocarril.
El 1892, la mare de Webb es va traslladar a Nova York amb el seu estimat "petit Webb", com el va anomenar al llarg de tota la seva vida. Ella evitava preguntes sobre el seu marit dient, "Mai no parlem d'ell. A ell no el preocupava el teatre".
Amb tutor privat, Webb va començar a fer classes de ball i d'interpretació als cinc anys. Va debutar al teatre als set anys a l'impressionant escenari del Carnegie Hall, actuant al costat del Teatre dels Nens de Nova York a l'obra de Palmer Cox The Brownies. Aquest èxit va ser seguit per una gira de vodevil interpretant The Master of Charlton Hall, seguint a continuació primers papers com Oliver Twist i Tom Sawyer a Huckleberry Finn. Entre les representacions, Mabelle va fer que estudiés pintura amb Robert Henri i cant amb Victor Maurel. Quan va complir 17 anys cantava un dels papers secundaris de l'opereta Mignon, produïda per la companyia de Boston Aborn Opera Company.
Als dinou anys, Webb ja era una ballarí professional de saló i, amb el nom teatral de "Clifton Webb", va cantar i va ballar en unes dues dotzenes d'operetes abans de debutar al teatre de Broadway amb el paper de Bosco a l'obra The Purple Road, que es va estrenar al Teatre Liberty el 7 d'abril de 1913 i va tenir 136 representacions abans de la seva clausura a l'agost. La seva mare (en el repartiment com Mabel Parmalee) també formava part de la funció en la nit de l'estrena. El seu següent musical va ser Dancing Around, obra de Sigmund Romberg en la que figurava com estrella Al Jolson. Es va estrenar al Teatre Winter Garden el 10 d'octubre de 1914, i va arribar a les 145 representacions, finalitzant el febrer de 1915. Aquell mateix any, Webb va formar part de la revista multiestel·lar Town Topics, de Ned Wayburn en la qual hi havia 117 artistes, incloent a Will Rogers, i que es va estrenar en Teatre Century el 23 de setembre de 1915. Va tancar després de 68 funcions el 20 de novembre de 1915. El 1916 també va treballar en l'opereta de Cole Porter See America First, estrenada al Teatre Maxine Elliott el 28 de març, i retirada després de 15 funcions el 8 d'abril. El 1917, durant la Primera Guerra Mundial, va representar en 233 ocasions l'obra de Jerome Kern Love o'Mike, estrenada al Teatre Shubert el 15 de gener. Posteriorment es va representar als teatres Maxine Elliott i Casino, amb una última funció el 29 de setembre. La futura estrella de la sèrie televisiva mama Peggy Wood estava també en el repartiment. L'última obra en la qual Webb va treballar en la dècada de 1910 va ser el musical Listen Lester que va ser la més representada de totes, amb 272 funcions. Es va estrenar al Teatre Knickerbocker el 23 de desembre de 1918, i es va clausurar l'agost de 1919.

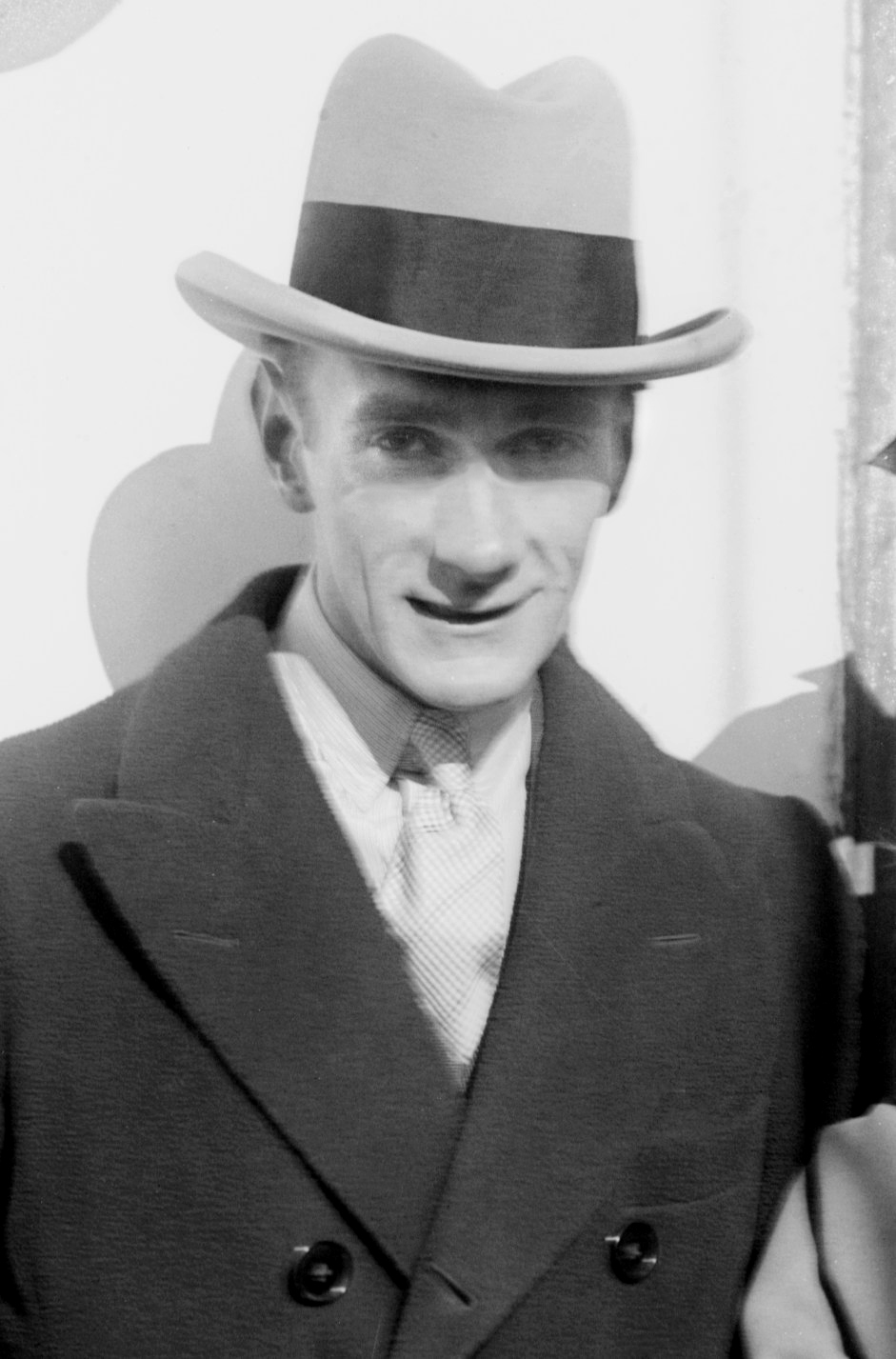
Clifton Webb, 1923

En els anys vint Clifton Webb va treballar almenys a vuit obres a Broadway, amb altres nombroses actuacions en l'escena, incloent vodevil, i amb diverses intervencions en pel·lícules del cinema mut. La revista As You Were, amb cançons addicionals de Cole Porter, es va estrenar al Teatre Central el 29 de gener de 1920 i es va clausurar el 29 de maig d'aquell any després de 143 funcions. Ocupat amb el cinema, les gires i el vodevil, no va tornar a Broadway fins al 1923, amb el musical Jack and Jill (Teatre Globe), que va tenir 92 funcions entre el 22 de març de 1923 i el 9 de juny d'aquell any, i amb la comèdia de Lynn Starling Meet the Wife, estrenada el 26 de novembre de 1923 i finalitzada l'agost de 1924. En aquesta obra treballava Humphrey Bogart, amb 24 anys llavors.
El 1925, Webb va actuar al costat de l'estrella del vodevil i del cinema mut Mary Hay. Aquell mateix any, quan ella i el seu marit, Richard Barthelmess, protagonista de la pel·lícula Tol'able David, van decidir produir i protagonitzar el seu propi film New Toys, van elegir Webb com segon protagonista. La pel·lícula va ser un èxit financer, però Webb no va tornar a actuar en el cinema fins a dinou anys més tard.
El suport de Webb era el teatre de Broadway. Entre 1913 i 1947 va actuar a 23 obres a Broadway, al principi en papers secundaris importants, per anar progressant als papers protagonistes. Va llançar "Easter Parade", de Irving Berlin, i "I've Got a Crush on You", de George i Ira Gershwin a Treasure Girl (1928); "I Guess I'll Have to Change My Plan", d'Arthur Schwartz i Howard Dietz a The Little Show (1929) i "Louisiana Hayride" en el musical Flying Colors (1932); i finalment "Not for All the Rice in China", de Irving Berlin, en As Thousands Cheer (1933).
La majoria de les obres en les quals va treballar a Broadway eren musicals, però també va protagonitzar La importància de dir-se Ernest, d'Oscar Wilde, i Blithe Spirit i Present Laughter, del seu bon amic Noël Coward, amb parts que Coward va escriure pensant en Webb.
Webb era amic i company de feina a Broadway de la cantant homosexual Libby Holman. Webb i la seva mare solien passar les vacances amb Holman, i la seva amistat va continuar fins a mitjans dels anys quaranta.
Les seves credencials a Broadway eren impressionants i les seves actuacions a Londres eren elogiades per la crítica, però Hollywood era una altra història. Després de New Toys i una altra pel·lícula muda el 1925 The Heart of a Siren , va ser classificat com a actor de caràcter amb l'estereotip d'un exigent i decadent esnob. Tot i així, quan Webb estava en la cinquantena l'actor/director Otto Preminger el va elegir, malgrat les objeccions del cap de la 20th Century Fox Darryl F. Zanuck, per interpretar l'elegant però malvat periodista radiofònic Waldo Lydecker, que estava obsessionat amb el personatge de Gene Tierney, a la pel·lícula de cinema negre de 1944 Laura. La seva actuació va ser rebuda amb elogis i el va convertir en una estrella cinematogràfica insòlita. Malgrat les objeccions originals de Zanuck, Webb va firmar immediatament un contracte a llarg termini amb la Fox. Dos anys més tard va tornar a treballar amb Tierney en The Razor's Edge en el paper de l'elitista Elliott Templeton. Per ambdues pel·lícules Webb va rebre una nominació a l'Oscar al millor actor secundari.
Webb va ser nominat per l'Oscar al millor actor el 1949 per Sitting Pretty, la primera d'una sèrie de tres comèdies centrades en el personatge "Mr. Belvedere". A la pel·lícula de 1950 Cheaper by the Dozen , Webb i Myrna Loy interpretaven a Frank i Lillian Gilbreth, experts en rendiment en la vida real, pares de dotze fills i autors del llibre que va inspirar el film.
Els següents papers de Webb incloïen el del professor Thornton Sayre, que en la seva joventut va ser conegut com l'ídol del cinema mut Bruce "Dreamboat" Blair, personatge que apareix a la pel·lícula de 1952 Dreamboat. També el 1952, va interpretar a John Philip Sousa a Stars and Stripes Forever. El 1953 va tenir el seu paper més dramàtic com el marit de la infidel Barbara Stanwyck a Titanic, i el 1954 va interpretar el novel·lista fictici John Frederick Shadwell a Three Coins in the Fountain. Al film de 1957 Boy on a Dolphin, va treballar al costat de Alan Ladd i de Sofia Loren, interpretant un ric col·leccionista que es divertia obtenint antiguitats gregues il·legals.
L'elegant gust de Webb el va mantenir durant dècades en les llistes dels més ben vestits de Hollywood. La seva vida escrupolosament privada el va mantenir allunyat de qualsevol tipus d'escàndol. En la vida real la seva manera de ser era molt propera a la del personatge Lynn Belvedere - tenia una devoció intensa, gairebé edípica, a la seva mare, que va ser sempre la seva companya i que va viure amb ell fins a la seva mort amb 91 anys. Webb era homosexual, encara que podria definir-se'l millor com asexual, ja que l'únic objecte del seu amor i tendresa va ser la seva mare.
Després de la mort de la seva mare, va arribar el seu declivi personal i també en la seva carrera. Inconsolable, va completar un últim paper com a sacerdot catòlic a Satan Never Sleeps, de Leo McCarey. La pel·lícula, la història del qual es desenvolupava a la Xina, mostrava la victòria dels exèrcits de Mao Tse-tung en la guerra civil xinesa, que va finalitzar amb la seva ascensió al poder el 1949, però en la realitat es va rodar a Anglaterra durant l'estiu de 1961, utilitzant decorats de la pel·lícula de 1958 The Inn of the Sixth Happiness, que tenia el mateix entorn.
Webb va passar els últims cinc anys de la seva vida reclòs al seu domicili de Beverly Hills, Califòrnia, morint d'un infart agut de miocardi als 76 anys.
És enterrat a la cripta 2350, corredor G-6, de l'Abbey of the Psalms al cementiri Hollywood Forever.
Clifton Webb té una estrella en el Passeig de la Fama de Hollywood, en el 6840 de Hollywood Boulevard.

## Filmografia
- 1944: Laura d'Otto Preminger
- 1946: The Dark Corner de Henry Hathaway
- 1946: The Razor's Edge d'Edmund Goulding
- 1948: Sitting Pretty de Walter Lang
- 1949: Mr. Belvedere Rings the Bell de Henry Koster
- 1950: Cheaper by the Dozen de Walter Lang
- 1950: For Heaven's Sake, de George Seaton
- 1951: Elopement de Henry Koster
- 1952: Dreamboat de Claude Binyon
- 1953: Titanic de Jean Negulesco
- 1953: Mister Scoutmaster de Henry Levin
- 1954: Three Coins in the Fountain de Jean Negulesco
- 1954: Woman's World de Jean Negulesco
- 1956: The Man Who Never Was de Ronald Neame
- 1957: El nen del dofí (Boy on a Dolphin) de Jean Negulesco
- 1959: The Remarkable Mr. Pennypacker de Henry Levin
- 1959: Holiday for Lovers de Henry Levin
- 1962: Satan Never Sleeps de Leo McCarey

## Premis i nominacions

### Premis
- 1947. Globus d'Or al millor actor secundari per The Razor's Edge

### Nominacions
- 1945. Oscar al millor actor secundari per Laura
- 1947. Oscar al millor actor secundari per The Razor's Edge
- 1949. Oscar al millor actor per Sitting Pretty
- 1953. Globus d'Or al millor actor musical o còmic per Stars and Stripes Forever